# مارك جونز (سائق سيارة سباق)
مارك جونز (بالإنجليزية: Mark Jones)‏ هو سائق سيارة سباق بريطاني، ولد في 16 مارس 1980 في وارينغتون في المملكة المتحدة.